# Lasioglossum rufitarsum
Lasioglossum rufitarsum är en biart som först beskrevs av Rayment 1929.  Lasioglossum rufitarsum ingår i släktet smalbin, och familjen vägbin. Inga underarter finns listade i Catalogue of Life.